# تايلر كولينز (ممثلة)
تايلر كولينز (بالإنجليزية: Tyler Collins)‏ هي مغنية وممثلة أمريكية، ولدت في 29 أكتوبر 1965.

## وصلات خارجية
- تايلر كولينز (ممثلة) على موقع IMDb (الإنجليزية)
- تايلر كولينز (ممثلة) على موقع ميوزك برينز (الإنجليزية)
- تايلر كولينز (ممثلة) على موقع أول ميوزيك (الإنجليزية)
- تايلر كولينز (ممثلة) على موقع ديسكوغز (الإنجليزية)
- تايلر كولينز (ممثلة) على موقع قاعدة بيانات الفيلم (الإنجليزية)